# オートマトン

オートマトン理論

オートマトン (単数形: 英: automaton [ɔːˈtɑməˌtɑn], 複数形: オートマタ（automata [ɔːˈtɑmətə]）) は、計算理論において有限オートマトンなどの総称。
また特に「オートマトン理論」と呼ばれる分野では、計算機械のうち計算可能性の点でチューリングマシンよりも制限されているものを特に指して言うこともある。

## 種類
- 有限オートマトン
  - 決定的有限オートマトン (Deterministic Finite Automaton, DFA)
  - 非決定的有限オートマトン (Nondeterministic Finite Automaton, NFA)
  - ε動作を含む非決定的有限オートマトン (Nondeterministic Finite Automaton, with ε transitions (FND-ε,ε-NFA))
- プッシュダウン・オートマトン (Pushdown Automaton, PDA)
- 線形拘束オートマトン (Linear Bounded Automaton, LBA)
- 生け垣オートマトン (Hedge Automata)

## 形式言語の階層とオートマトン
何らかの言語（特に形式言語）の文法（形式文法）と、それを生成する生成規則と、それを受理するオートマトンの間には対応関係があり、また言語を（形式言語を）集合とした場合に部分集合になっているという関係が階層をなしている。詳細は形式言語の階層の記事およびチョムスキー階層の記事を参照。